# Anethum
Anethum  L., 1753 è un genere di piante angiosperme dicotiledoni appartenenti alla famiglia delle Apiaceae, dall'aspetto di piccole erbacee annuali o perenni dalla tipica infiorescenza ad ombrella.

## Etimologia
Il nome del genere deriva dal greco « anethon » (Anice), il quale deriva a sua volta dall'antico egizio. Questo termine può essere tradotto con allontana i malori in riferimento alle proprietà medicamentose di alcune sue specie. 

Il nome scientifico attualmente accettato (Anethum) è stato proposto da Carl von Linné (1707 – 1778) biologo e scrittore svedese, considerato il padre della moderna classificazione scientifica degli organismi viventi, nella pubblicazione ”Species Plantarum” del 1753.

## Descrizione
L'altezza di queste piante è variabile ma al massimo raggiungono i 15 dm. La forma biologica prevalente è terofita scaposa (T scap), ossia sono piante che differiscono dalle altre forme biologiche poiché, essendo fondamentalmente annuali, superano la stagione avversa sotto forma di seme; sono inoltre munite di asse fiorale eretto e spesso privo di (o con poche)  foglie. Alcune piante sono aromatiche ma con un odore sgradevole.

### Radici
Le radici sono secondarie da fittone.

### Fusto
- Parte ipogea: la parte sotterranea del fusto è un fittone.
- Parte epigea: i fusti sono eretti, a sezione cilindrica con superficie striata e mediamente ramosi. I fusti inoltre sono articolati in nodi e internodi.

### Foglie

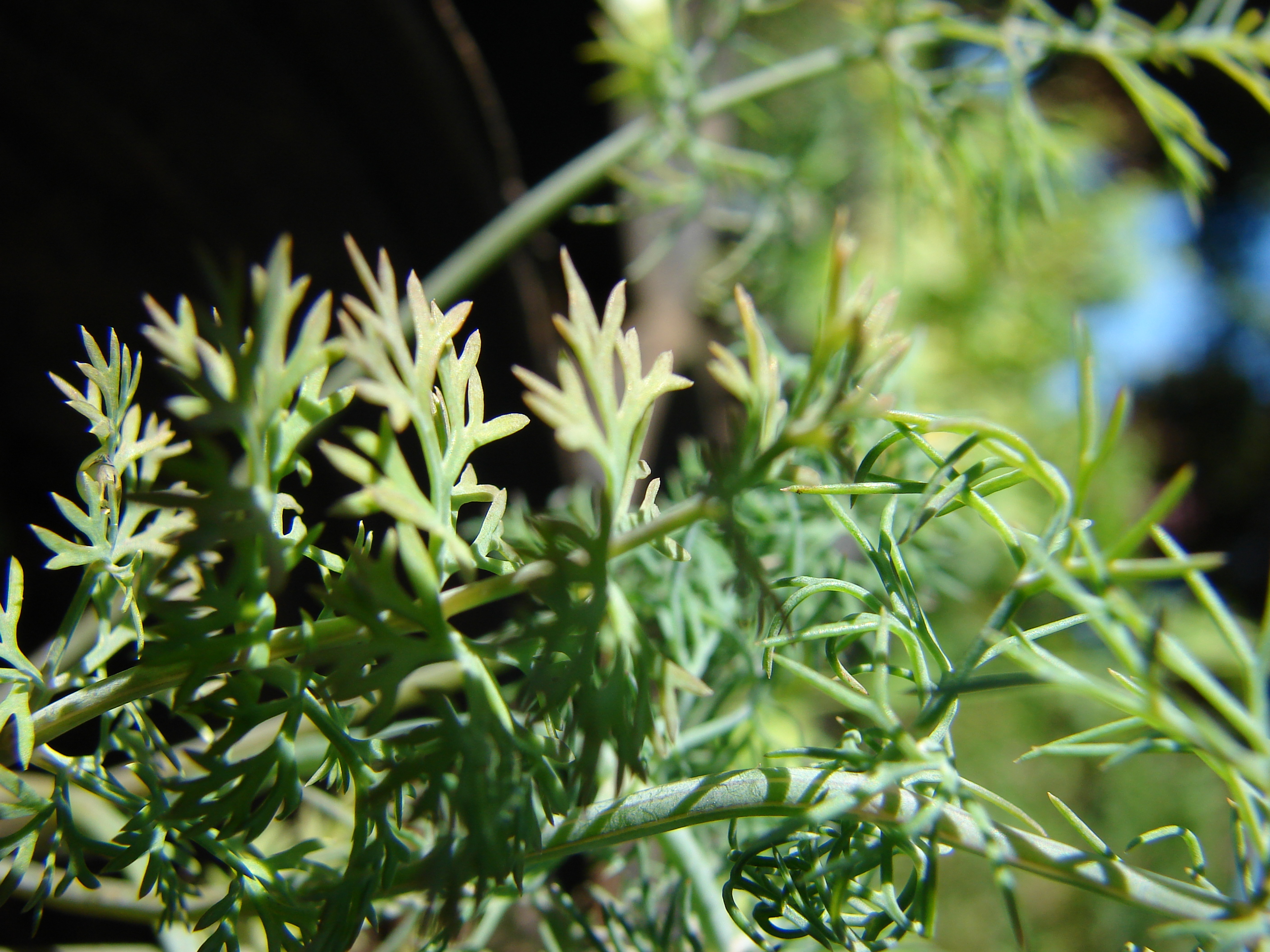
Le foglie
Anethum graveolens

Le foglie, a disposizione spiralata, sono del tipo pinnato-composto (più volte pennatosette) con segmenti filiformi a nervatura mediana; il contorno della lamina è più o meno romboidale; i segmenti basali sono più ovati, quelli dell'ultimo ordine sono capillari. 

### Infiorescenza
L'infiorescenza è una tipica ombrella composta: ombrella di ombrelle. Non è presente né l'involucro e neppure l'involucretto (strutture tipiche delle ombrellifere). 

### Fiori

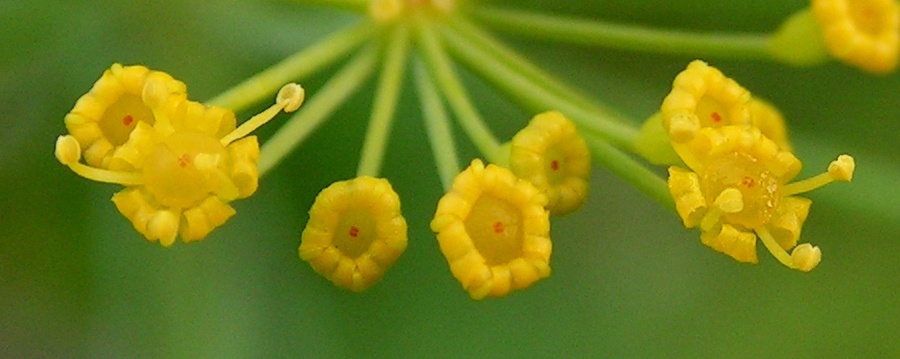
I fiori
Anethum graveolens

I fiori sono piccoli e in genere di colore giallognolo. Sono ermafroditi, attinomorfi, 4-ciclici (a 4 verticilli: calice – corolla – androceo – gineceo), pentameri (i vari verticilli sono composti da 5 elementi ciascuno).
- Formula fiorale: per queste piante viene indicata la seguente formula fiorale:

* K 5, C 5, A 5, G (2), infero, schizocarpo
- Calice: il calice è ridotto a 5 dentelli.
- Corolla: i petali della corolla sono minuscoli (la funzione vessillifera è svolta da tutta l'infiorescenza), arrotondati all'apice; sono ripiegati all'indietro e sono bilobi.
- Androceo: gli stami sono 5.
- Gineceo: i carpelli sono due con ovario infero biloculare. La parte superiore del pistillo è formato da due stili liberi e divergenti all'apice, mentre alla base sono ingrossati in un cuscinetto (chiamato stilopodio) nettarifero e persistente alla fruttificazione.

### Frutti
I frutti sono degli diacheni (composti da due mericarpi – ossia due acheni saldati lungo l'asse centrale) chiamati anche frutti secchi schizocarpici. Sono alati, le ali sono derivata dalle ali dei due singoli frutti saldati insieme. Una volta raggiunta la maturazione si scindono in due parti.

## Biologia
- Impollinazione: l'impollinazione è garantita soprattutto da diversi insetti, come api e vespe in quanto sono piante nettarifere (impollinazione entomogama).
- Riproduzione: la fecondazione avviene sia tramite l'impollinazione dei fiori (vedi sopra)

## Distribuzione e habitat
Il genere è diffuso in Marocco, Mauritania, Algeria, Tunisia, Libia, Ciad, Cipro, Libano, Siria, e negli Stati del Golfo.

## Tassonomia
Il genere comprende due sole specie:
- Anethum graveolens L.
- Anethum theurkauffii Maire

### Generi simili
I fiori delle Apiaceae sono piccoli e poco significativi e quindi facilmente confondibili ad uno sguardo veloce. Diversi generi possono essere confusi con quelli di Anethum, tra cui:
- Pastinaca L.
- Foeniculum Mill.
- Peucedanum L.
- Ridolfia Morris

## Usi

### Cucina
Dai semi di Anethum graveolens si ricava l'olio di aneto usato anche nella liquoreria come aromatizzante.